# Jules Hoffmann
Jules A. Hoffmann, född 2 augusti 1941 i Echternach, Luxemburg, är en fransk immunolog. Han tilldelades Nobelpriset i fysiologi eller medicin 2011 tillsammans med Bruce Beutler "för deras upptäckter rörande aktivering av medfödd immunitet", mer specifikt arbetet som visar ökande drosomycinuttryck efter aktivering av Tolliknande receptorer vid mikrobiell infektion. De delade priset med Ralph Steinman.

## Biografi
Under sin uppväxt i Luxemburg utvecklade Hoffmann ett starkt intresse för insekter under inflytande av sin far, Jos Hoffmann. Detta resulterade så småningom i den yngre Hoffmanns hängivenhet till biologiområdet med insekter som modellorganismer.
Hoffmann studerade vid Lycée de Garçons de Luxembourg innan han flyttade till Frankrike där han tog examen i biologi och kemi vid universitetet i Strasbourg. År 1969 tog han doktorsexamen i biologi, även den vid universitetet i Strasbourg, under handledning av Pierre Joly vid Laboratorie of General Biology vid zoologiska institutionen. Sin postdoktorala utbildning fick han vid Institut für Physiologische Chemie vid Philipps Universität i Marburg an der Lahn, Tyskland, 1973–1974. 

## Vetenskaplig karriär
Under sitt doktorandprogram under Pierre Joly började Hoffmann sin forskning med att studera antimikrobiellt försvar i gräshoppor, inspirerade av den tidigare forskning som gjorts i Pierre Jolys laboratorium, som visade att inga opportunistiska infektioner var tydliga hos insekter efter transplantation av vissa organ från ett till ett annat. Han bekräftade upptäckten av fagocyter gjord av Eli Metchnikoff, genom injektion av Bacillus thuringiensis och observation av ökning av fagocyter. Dessutom påvisade han en stark korrelation mellan hematopoiesis och antimikrobiellt försvar genom att bedöma mottagligheten hos en insekt för den mikrobiella infektionen efter röntgenbehandling. Hoffmann gick på 1980-talet från att använda gräshoppsmodell till att använda dipteranarter. Genom att använda Phormia terranovae kunde han tillsammans med sina kollegor identifiera en antimikrobiell polypeptid som heter diptericin som var glycinrik, tillsammans med andra polypeptider i Drosophila melanogaster som defensin, cecropin och attacin. Ytterligare molekylär genetisk analys visade att promotorerna för generna som kodade dessa antimikrobiella peptider innehöll DNA-sekvenser som liknar bindningselementen för NF-κB i däggdjurs-DNA. Dorsal gen, kritisk i dorsoventral mönstring i tidiga embryot av Drosophila melanogaster identifierades också vara i denna NF-κB-familj. Identifiering av en annan svampdödande peptid som heter drosomycin och RNA blots visade att två distinkta vägar (Toll, Imd) finns, med drosomycin respektive diptericin. Likheter noteras mellan struktur och funktion mellan flera medlemmar i drosophila-embryot och medlemmar hos däggdjur i studien "The Dorsoventral Regulatory Gene Cassette spảtzle/Toll/cactus Controls the Potent Antifungal Response in Drosophila Adults" av Lemaitre och Hoffmann 1996 belyste den eventuella befintliga medfödda immuniteten i drosophila som svar på svampangreppet. Senare verk identifierade att Toll transmembranreceptorer finns i en mängd olika phyla och bevaras genom evolution tillsammans med bevarande av NF-κB som aktiverar kaskader.
Hoffmann var forskningsassistent vid CNRS från 1964 till 1968 och blev fullvärdig forskare 1969. Sedan 1974 har han varit forskningsledare för CNRS. Mellan 1978 och 2005 var han chef för CNRS forskningsenhet "Immune Response and Development in Insects", och från 1994 till 2005 var han chef för Institute of Molecular and Cellular Biology of CNRS i Strasbourg.
År 2015 undertecknade Hoffmann Mainau-deklarationen 2015 om klimatförändringar på den sista dagen av det 65:e Nobelpristagaremötet i Lindau. Deklarationen undertecknades av totalt 76 nobelpristagare och överlämnades till Frankrikes dåvarande president François Hollande som en del av det framgångsrika klimattoppmötet COP21 i Paris.

## Utmärkelser och hedersbetygelser
Hoffmann är medlem av Den tyska vetenskapsakademin Leopoldina, Franska vetenskapsakademin, Akademin Europaea, European Molecular Biology Organization (EMBO), United States National Academy of Sciences, American Academy of Arts and Sciences, Fondation Écologie d'Avenir och Ryska vetenskapsakademin. 

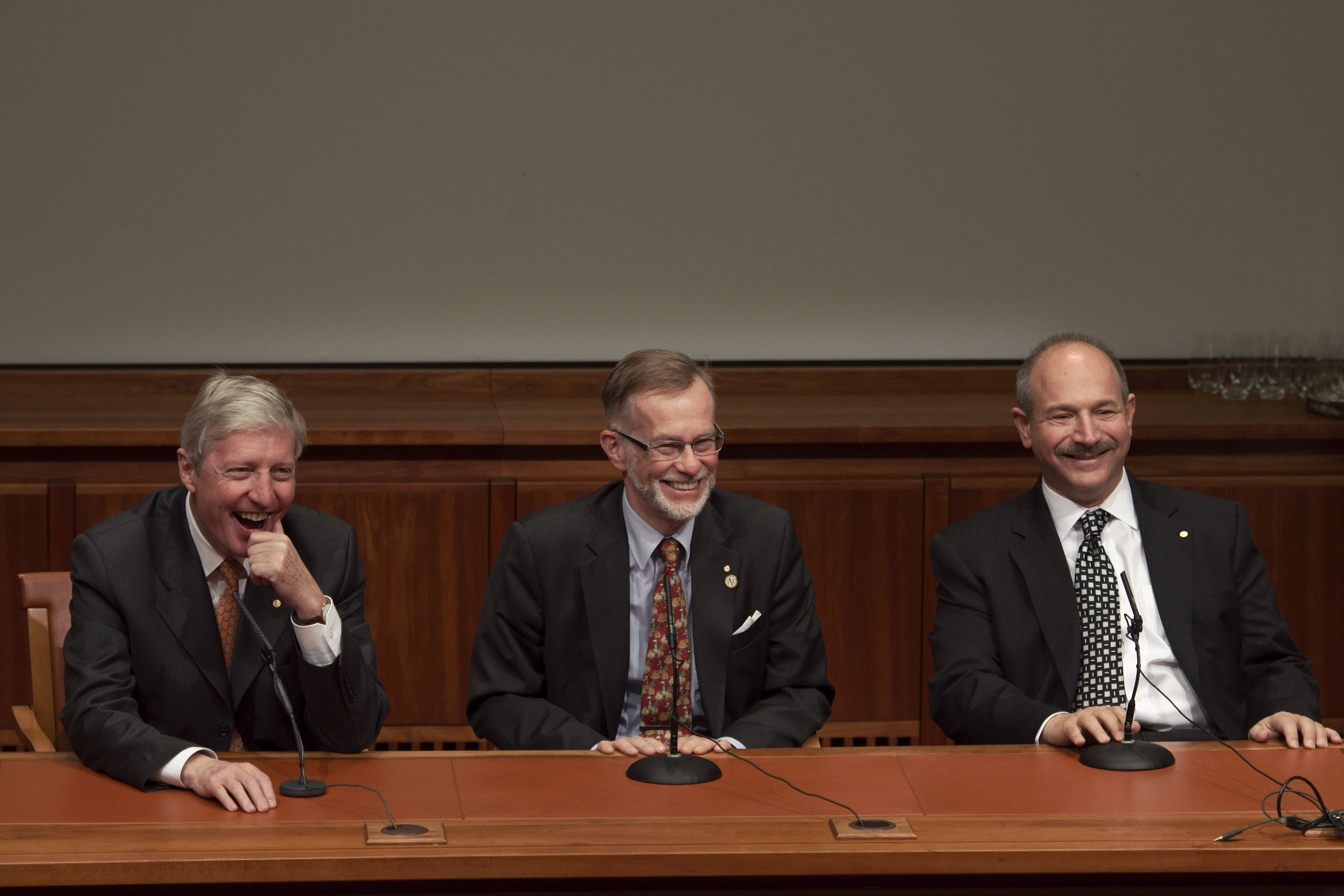
Hoffmann, Göran K. Hansson (ordförande i Nobelkommittén för fysiologi eller medicin) och Bruce Beutler

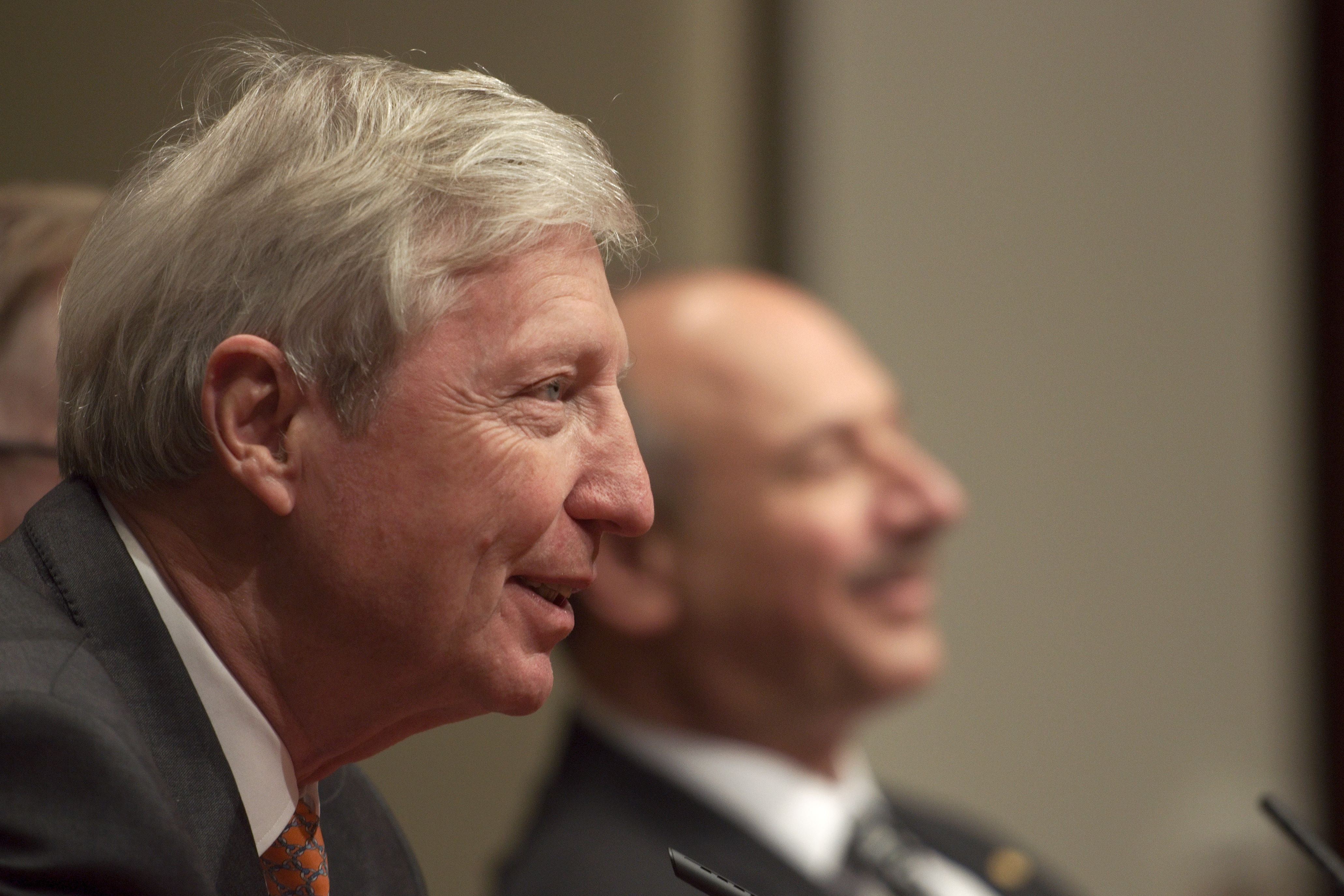
Hoffmann och Bruce Beutler

- 2003 Cancer Research Institute William B. Coley Award
- 2004 Robert Koch Prize
- 2007 Balzan Prize tillsammans med Bruce A. Beutler for medfödd immunitet
- 2010 Lewis S. Rosenstiel Award (delat med Ruslan M. Medzhitov)
- 2010 Keio Medical Science Prize
- 2011 Gairdner Foundation International Award (delat med Shizuo Akira)
- 2011 Shaw Prize (delat med Bruce A. Beutler and Ruslan M. Medzhitov)
- 2011 CNRS guldmedalj
- 2011 Nobelpriset i fysiologi eller medicin (shared with Bruce Beutler and Ralph M. Steinman)[31]